# X+Y=0
X+Y=0 је југословенски телевизијски филм из 1985. године. Режирао га је Здравко Шотра а сценарио је написао Борислав Пекић.

## Улоге
| Глумац            | Улога       |
| ----------------- | ----------- |
| Светлана Бојковић | Госпођа.    |
| Петар Краљ        | Господин. X |